# Falkenhagen
Falkenhagen é um município da Alemanha, situado no distrito de Märkisch-Oderland, no estado de Brandemburgo. Tem 27,18 km² de área, e sua população em 2019 foi estimada em 680 habitantes.